# منوچهر هزارخانی
منوچهر هزارخانی (زادهٔ ۱۳۱۳ – درگذشته ۱۴۰۰) نویسنده، منتقد ادبی و فعال سیاسی بود. وی عضو شورای ملی مقاومت ایران بود.

## زندگی
منوچهر هزارخانی در خردادِ ۱۳۱۳ در تهران متولد شد. تحصیلاتش را تا پایان دوره متوسطه در تهران گذراند و در سال ۱۳۳۱ برای تحصیلات عالی به فرانسه رفت. در فرانسه دکترای پزشکی گرفت و سپس دوره تخصص آسیب‌شناسی را هم در دانشکده پزشکی پاریس گذراند. پس از بازگشت به ایران در سال ۱۳۴۵ مدتی به پزشکی اشتغال داشت و سپس وارد عرصه سیاست شد.
اولین آشنایی و فعالیت سیاسی وی با نهضت ملی‌شدن نفت و جنبش دکتر محمد مصدق بود. هزارخانی در دوران دانشجویی و حضور در فرانسه با اتحادیه دانشجویان ایرانی در فرانسه فعالیت می‌کرد و عضو این اتحادیه و عضو مؤسس کنفدراسیون اتحادیه ملی دانشجویان ایران در اروپا بود.
دو سال بعد از بازگشت به ایران به دلیل فعالیت سیاسی دستگیر و در زندان‌های اوین و قزل‌قلعه زندانی بود.
در سال ۱۳۵۶ در تأسیس کمیته دفاع از زندانیان سیاسی مشارکت داشت. وی عضو پیشین هیئت دبیران کانون نویسندگان ایران بود.
هزارخانی در مهر ۱۳۶۰ از ایران خارج شد و به شورای ملی مقاومت ایران پیوست و تا زمان درگذشتش عضو شورا و مسول کمیسیون فرهنگ و هنر در این شورا بود.
وی روز جمعه ۲۷ اسفند ۱۴۰۰ پس از بیماری طولانی در اثر عارضه ریوی در بیمارستانی در حومهٔ پاریس درگذشت.

## آثار
هزارخانی نویسنده و مترجم کتاب‌ها و مقالات متعددی در زمینه‌های سیاسی و اجتماعی بود. از جمله آثار آنتونیو گرامشی، امه سزر، آنتونیو نگری، ماکسیم رودینسون، فرانتس فانون و روی مدودف. تعدادی از آثار وی:
- «قدرت بنیانگذار، تحقیق دربارهٔ آلترناتیوهای مدرنیته»، آنتونیو نگری (آخرین ترجمه هزارخانی در ۵۴۰ صفحه)[۵]
- جهان‌بینی ماهی سیاه کوچولو[۱۴]
- ایوان ایلیچ و آموزش فارغ از مدرسه[۱۴]
- گشنگی و تشنگی (ترجمه)
- فلسطین مال کیست؟ (ترجمه)
- زنان در ایران[۱۵]
- گزارشی از شهر اشرف
- فصل بحران (ترجمه)
- آنچه در هنر «جالب» است، آنتونیو گرامشی (ترجمه)
- معیارهای انتقاد ادبی، آنتونیو گرامشی (ترجمه)
- پیدایش روشنفکران، آنتونیو گرامشی (ترجمه)
- هنر و زندگی اجتماعی، گئورگی والنتینوویچ پلخانف (ترجمه)
- بیشماران، جنگ و دموکراسی در عصر، آنتونیو نگری (ترجمه)
- نژادپرستی و فرهنگ (ترجمه)